# Xan López Facal
Xan López Facal (Toba, Cee, 1940) és un economista i polític gallec.

## Trajectòria
Estudià el primer curs de Ciències a Santiago i es traslladà a Madrid per a estudiar la carrera superior d'Enginyeria Industrial. Treballà com a enginyer a l'empresa Tafisa de Pontevedra, i després a les drassanes Barreras de Vigo. En aquella època va desplegar una intensa activitat sindical militant clandestinament a Galícia Socialista amb Camilo Nogueira; també començà a estudiar Econòmiques per lliure. Anà a Madrid per a treballar en els serveis centrals del Banco Popular i després al Banco Central. Tornà a Galícia per treballar a Sodiga, en la que arribà a ser director econòmico-financer. Fou un dels dirigents de l'Asemblea Popular Galega, integrant-se després al Partido Obreiro Galego. Fou professor d'Enginyeria Química a la Universitat de Santiago de Compostel·la i diputat al Parlament de Galícia pel PSG-EG. En 1999 fou prejubilat de Sodiga i donà classes a l'Escola Tècnica Superior d'Enginyeria de Lugo. Treballa en l'anàlisi de la situació de l'economia gallega i participa com a docent en cursos màster de la USC. Va escriure una tesi sobre el Banco Olimpio Pérez.

## Obres
- Globalización, Competencia e Deslocalización. Perspectivas dende Galicia (Consellaría de Economía e Facenda, Santiago de Compostela, 2007). Publicado con Albino Prada, Santiago Lago Peñas, J. M. García Vázquez, Manuel Lago Peñas e X. H. Vicente.

## Vida personal
És germà del lingüista Javier López Facal.